# Uctanes de Sebaste
Uctanes de Sebaste (em grego: Ουχτανής; romaniz.: Ouchtanḗs; em armênio: Ուխտանես Սեբաստացի; romaniz.: Uχtanes Sebastatsi; c. 935–1000) foi um historiador e prelado armênio. Educado no Mosteiro de Nareque sob a tutela de seu fundador Ananias, eventualmente alcançou o bispado de Sebaste (c. 970-85) e provavelmente também de Edessa (pós-985). É conhecido principalmente por sua História em Três Partes, que consiste em História dos Patriarcas e Reis da Armênia, História da Separação dos Georgianos e Armênios e Sobre o Batismo da Nação Chamada Tzade.